# تعدد أطوال جزء الحصر

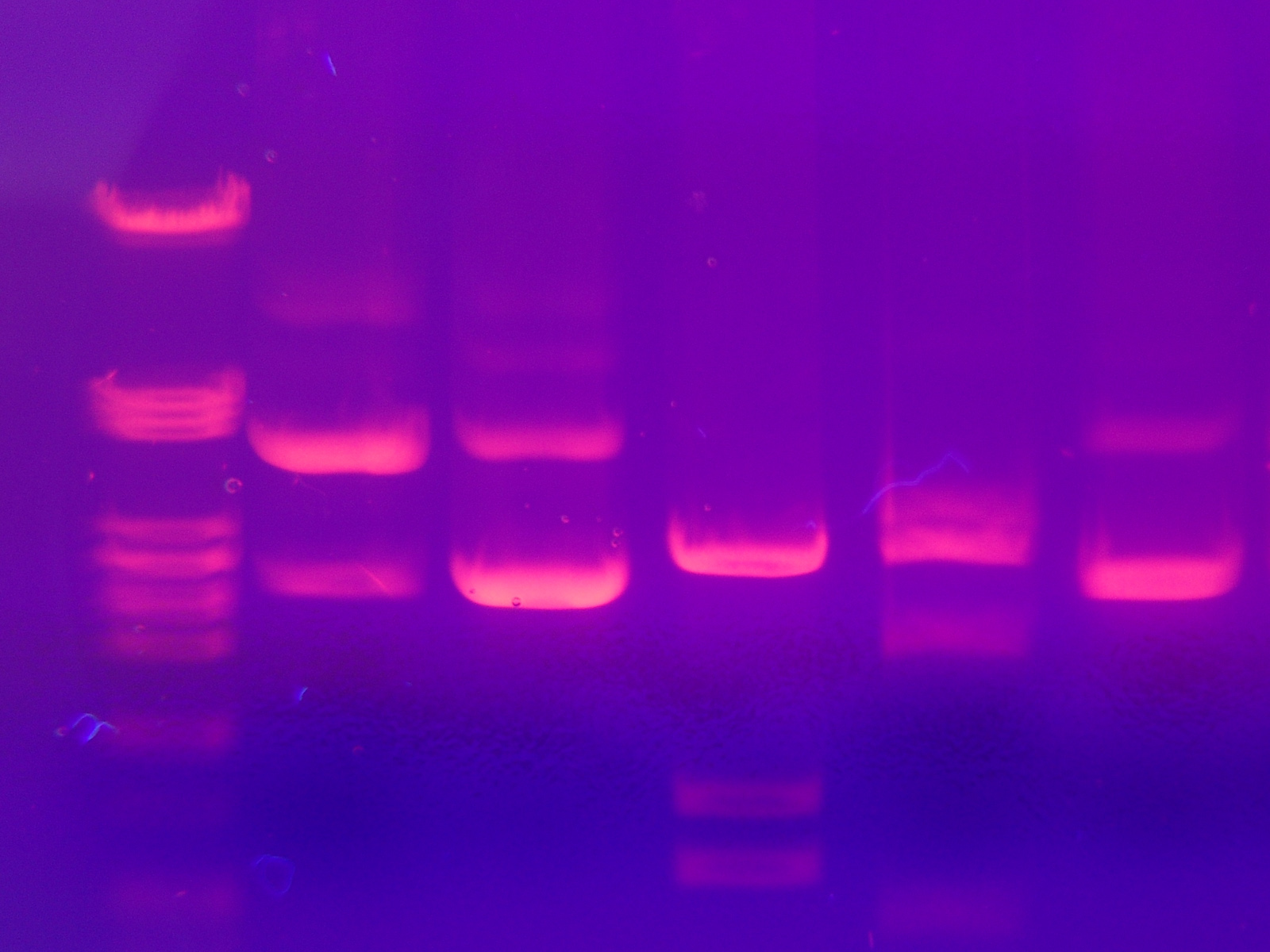

تعدد شكل طول جزء الحصر (بالإنجليزية: Restriction Fragment Lengeth Polymorphism)‏ وتختصر (RFLP). يمكن استخدام ذلك المصطلح في سياقين، الأول لوصف الصفات الجزيئية للدنا والتي تختلف باختلاف الأفراد، والثاني يعبر عن اسم فحص مخبري يستخدم للمقارنة بين جزيئات الدنا ويمكن استخدامه في فحوص البصمات الدنوية وتحديد الأبوة وكذلك استخدامه في تحديد هوية المجرمين في العمليات الإجرامية، وغيرها في العديد من التطابيق.

## وصلات خارجية
- (بالإنجليزية) أنيمي يوضح تعدد شكل طول جزء الحصر